# Alsózubrica
Alsózubrica (Alsóbölényes lengyelül Zubrzyca Dolna, szlovákul Nižná Zubrica) falu Lengyelországban, az egykori Nowy Sącz, a mai Kis-lengyelországi vajdaságban.

## Fekvése
Jablonkától 6 km-re északra, Krakkótól 62 km-re délre található.

## Története
A 18. század végén Vályi András így ír róla: „ZUBRICZA. Alsó, és Felső Zubricza. Elegyes lengyel faluk Árva Várm. földes Urok a’ Kir. Kamara, Alsó a’ Felsőnek filiája; lakosaik katolikusok, fekszenek Beszkéd hegyének tövében, Tersztena Mezővároshoz öt mértföldnyire, Zubricza vize mellett, melly gyakran károsíttya határjaikat.”
Fényes Elek 1851-ben kiadott geográfiai szótárában így ír a faluról: „Zubricza (Alsó), tót f. Árva v. 1030 kath. lak. Földje csak zabnak való. Sört, pálinkát főz; vásznat sző s kereskedik. Sessioja: 56 5/8. F. u. az árvai uradalom. Ut. p. Rosenberg.”
Nevét a 20. század elején Alsóbölényesre magyarosították, de ez nem bizonyult maradandónak. A trianoni diktátumig Árva vármegye Trsztenai járásához tartozott.
Egyike a trianoni diktátum aláírása után egy hónappal – a belgiumi Spa-ban tartott diplomáciai konferencia által – Lengyelországnak ítélt tizennégy felső-árvai falunak. 1939 és 1945 között a Szlovák Köztársasághoz tartozott.

## Népessége
2012-ben 1852 főnyi lakosának nagy része lengyel nemzetiségű, míg százalék alatti a magukat szlovákoknak vallók aránya.